# Острие на мрака
„Острие на мрака“ (на английски: Edge of Darkness) е екшън трилър филм от 2010 г. на режисьора Мартин Кембъл, по сценарий на Уилям Монахан и Андрю Бовел, с участието на Мел Гибсън. Копродукция между САЩ и Великобритания, базиран е на едноименния сериал по BBC през 1985 г., който също е режисиран от Кембъл.
Филмът е пуснат на 29 януари 2010 г. и получава смесени отзиви от критиците.